# Harriet Mordaunt

Walton Hall, Warwickshire, residenset där Sir Charles och Lady Mordaunt bodde tillsammans.

Harriet Sarah, Lady Mordaunt, som ung Harriet Moncreiffe, född den 7 februari 1848, död den 9 maj 1906, var den skotska hustrun till den engelske baronen och parlamentsledamoten Sir Charles Mordaunt. 
Hon var svarande i ett sensationellt skilsmässofall där prinsen av Wales var indragen och som efter en motfråga ledde till en sinnesundersökning av henne. Hon bedömdes lida av en psykisk störning och detta medförde i sin tur att hon tvingades tillbringa de återstående 36 åren av sitt liv i en dårhus. Det råder delade meningar huruvida hon faktiskt led av en psykisk störning eller om hon bedömdes lida av det på grund av den normbrytande handlingen av att ha varit otrogen som kvinna. 
Den 6 december 1866, vid 18 års ålder, gifte sig Lady Mordaunt med Sir Charles Mordaunt. Sir Charles var konservativ parlamentsledamot för South Warwickshire mellan 1859 och 1868. 